# Where’s Your Cup?
Where’s Your Cup? ist ein Jazzalbum von Henry Threadgill & Makes a Move. Die im August 1996 in den Studios East Side Sound, New York City, und den Sony Music Studios entstandenen Aufnahmen erschienen 1997 auf Columbia Records.

## Hintergrund
Makes a Move war Threadgills drittes Bandprojekt nach dem Henry Threadgill Sextet (1981–88) und Very Very Circus, dessen letzte Veröffentlichung 1995 Makin’ a Move (Columbia) war. Bei dem ein Jahr später entstandenen Folgealbum Where’s Your Cup? spielte Threadgill in kleinerer Besetzung mit Brandon Ross (Gitarren), Tony Cedras (Akkordeon, Harmonium), Stomu Takeishi (der fünfsaitigen Bass spielte) und J. T. Lewis am Schlagzeug.
Erst Anfang 2001 spielte Threadgill mit seinen beiden Bandprojekten Makes a Move bzw. Zooid zwei weitere Alben unter eigenem Namen für das neu gegründete Independent-Label Pi Recordings ein, Everybody's Mouth's a Book und Up Popped the Two Lips.

## Titelliste
- Henry Threadgill & Makes a Move: Where’s Your Cup? (Columbia CK67617)
  1. 100 Year Old Game. 10:54
  2. Laughing Club. 5:00
  3. Where’s Your Cup? 11:14
  4. And This. 13:40
  5. Feels Like It. 6:39
  6. The Flew. 9:50
  7. Go to Far. 8:56

Die Kompositionen stammen von Henry Threadgill.

## Rezeption
Richard Cook und Brian Morton zeichneten das Album mit vier Sternen aus und schrieben in der sechsten Auflage des Penguin Guide to Jazz, die Platte sei klanglich viel weniger abwechslungsreich als das vorangegangene Album und orientiere sich eng an der Working band, die der Saxophonist inzwischen Makes a Move nenne. Die Philosophie der Musik sei so rätselhaft wie immer, aber hier handle es sich um Threadgills Prime Time, eine hart spielende, angespannte, vom Puls angetriebene Gruppe, die den multidimensionalen Ansatz früherer Ensembles und Alben Threadgills beibehalte. 100 Year Old Game und Where’s Your Cup? seien unverkennbar Threadgill, was nicht heißen soll, dass er sich in einem „Stil“ eingerichtet habe, nur dass es sonst niemanden auf dem Planeten gebe, der so quer denke wie dieser Musiker.
John Uhl verlieh dem Album in Allmusic vier Sterne und meinte, auch wenn Henry Threadgill oft als „schwer anzuhören“ gelte, würden die meisten Hörer mit verbundenen Augen wahrscheinlich jedes zufällig ausgewählte 20-Sekunden-Segment von Where’s Your Cup als etwas mehr Mainstream bezeichnen. Dennoch sei Threadgills Ansatz des „ein bisschen von allem“ schwer fassbar für den Modern Jazz, und es sei ein Sound der Stil-Collagen, den er hier mit seiner Band Makes a Move erreiche. Letztlich gelinge es Threadgill, die vielfältigen und verschiedensten Elemente des Albums zu einem konsistenten Produkt zusammenzufügen.